# Tomáš Halík
Tomáš Halík, né le 1er juin 1948, est un théologien tchèque, prêtre catholique, sociologue des religions, militant politique et lauréat, en 2014, du prix Templeton « pour avoir défendu le dialogue entre croyants et athées et avoir aidé au développement de la liberté de culte dans la Tchécoslovaquie durant la Normalisation ».

## Biographie
Tomáš Halík étudie la sociologie et la philosophie à l’université Charles de Prague où il est l’élève de Jan Patočka. Lors de l’invasion du pays par les troupes du Pacte de Varsovie, à la suite du 'Printemps de Prague', il est à Bangor, au pays de Galles, étudiant à l’université du pays de Galles. Ceci lui permettra, lors de la période de Normalisation, de faire valoir qu’il n’a pas (physiquement) pu prendre part à quelque activité anticommuniste que ce soit. 
Entre 1972 et 1975, il exerce la profession de psychologue pour la société Chemoprojekt. De 1975 à 1984, il occupe la chaire de psychologie du travail pour l'Institut du ministère du travail. De 1984 à 1990, il est psychothérapeute pour les alcooliques et les narcomanes au sein de la clinique pour le traitement de l’alcoolodépendance du CHU de l’université Charles. 
Il étudie la théologie clandestinement et, le 21 octobre 1978, il est clandestinement ordonné prêtre par Hugo Aufderbeck (de) à Erfurt en République Démocratique Allemande. Avant la Révolution de velours de 1989, il fait partie de ce qu’on a appelé l’Église souterraine' et est un proche collaborateur du cardinal František Tomášek.
Il est professeur à la faculté de philosophie de l'université Charles de Prague. Prêtre de la paroisse estudiantine située dans l’église Saint-Sauveur de Prague, il est président de l’Académie chrétienne tchèque. En juin 2008, le pape Benoît XVI lui a accordé le titre de monseigneur, en tant que prélat d’honneur du pape.
En 2014 il obtient le prix Templeton pour (d'après la citation officielle) « avoir défendu le dialogue entre croyants et athées et avoir aidé au développement de la liberté de culte dans la Tchécoslovaquie durant la Normalisation ».

## Écrits
On peut lire, en français : 
- Donner du temps à l'éternité, la patience envers Dieu[3].

Ouvrages publiés en tchèque :

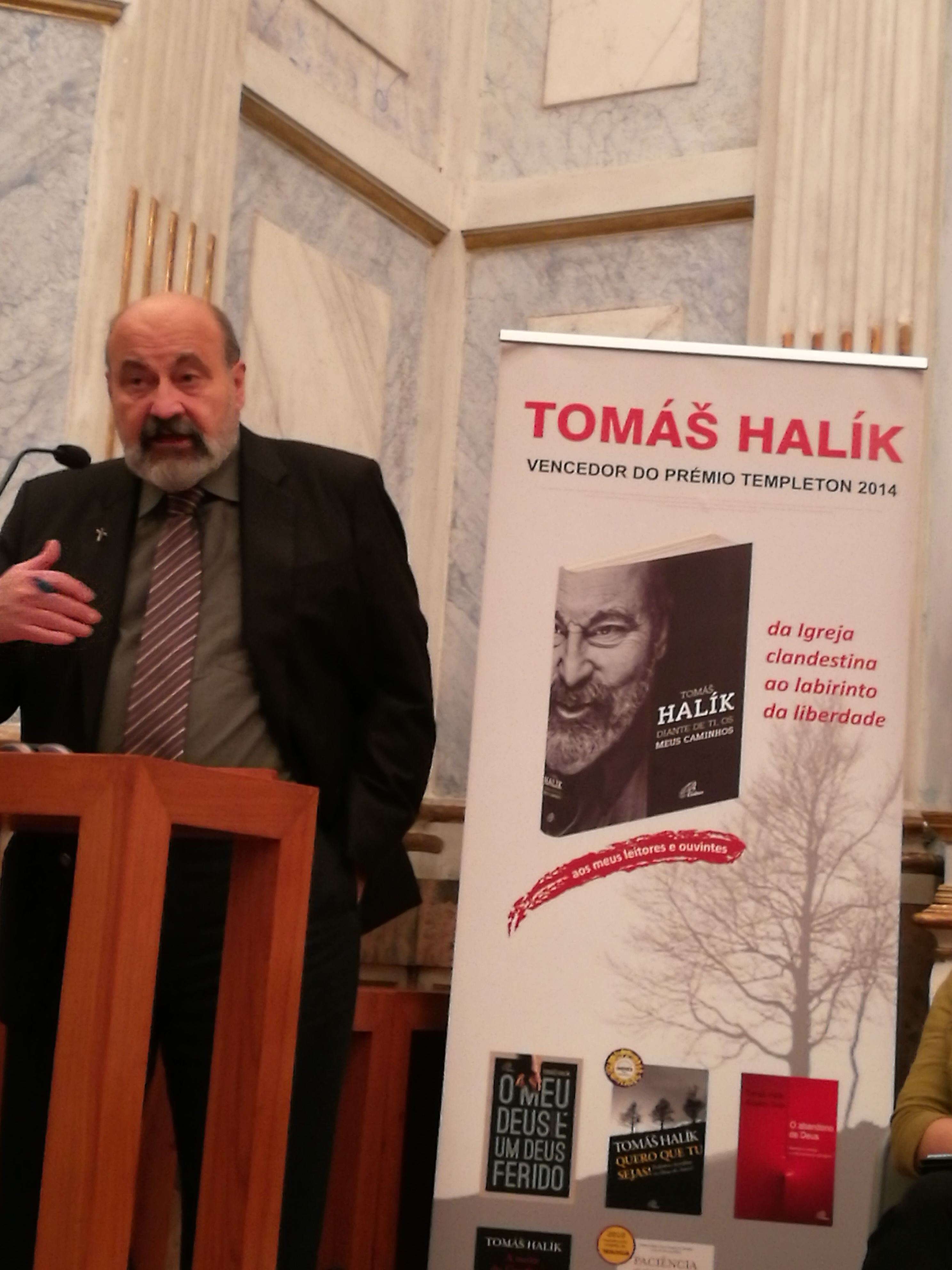
Mgr Tomáš Halík à la Capela do Rato de Lisbonne le 22 novembre 2018.

- O přítomnou církev a společnost (Au sujet de l'Église présente et de la société), Křesťanská akademie, Prague, 1992 (essais de 1989-1991.)
- Sedm úvah o službě nemocným a trpícím (Sept méditations sur le service des morts et des souffrants), Cesta, Brno, 1993.
- Víra a kultura (Foi et culture), Zvon, Prague, 1995.
- Ptal jsem se cest (J'ai demandé mon chemin), Portál, Prague, 1997 (Interviews avec Jan Jandourek.)
- Co je bez chvění, není pevné (There is No Firmness Without Trembling). Prague: Lidové noviny, 2002.
- Oslovit Zachea (Addressing Zacheus). Prague: Lidové noviny, 2003.
- Vzýván i nevzýván (Appelé et non-appelé), Lidové noviny, Prague, 2004.
- Noc zpovědníka (La Nuit du confesseur), Lidové noviny, Prague, 2005.
- Prolínání světů (Overlaps of worlds). Prague: Lidové noviny, 2006.
- Vzdáleným nablízku. (To the distant ones nearby: Fervour and patience in the encounter of faith and non-belief) Prague: Lidové noviny, 2007. (Published in English under the title "Patience with God")
- Dotkni se ran (Touch the wounds: A spirituality of concern), Prague, Lidové noviny, 2008.
- Stromu zbývá naděje (Hope remains for the tree: The crisis as opportunity), Prague, Lidové noviny, 2009.
- Divadlo pro anděly (Théâtre pour les anges), Lidové noviny, Prague, 2010.
- Smířená různost (Reconciled difference), Prague, Portál, 2011. (Interviews with Tomasz Dostatni)
- Úvahy na prahu tisíciletí - Ranní zamyšlení na vlnách BBC (Reflections on the eve of the millennium -Morning reflections broadcast by BBC Czech service), Prague, Lidové noviny, 2011.
- Chci, abys byl (I want you to be: Post-religion Christianity), Prague, Lidové noviny, 2012.
- Žít s tajemstvím (Vivre avec le mystère), Lidové noviny, Prague, 2013.